# Округ Вајоминг (Њујорк)
Округ Вајоминг (енгл. Wyoming County) је округ у америчкој савезној држави Њујорк. По попису из 2010. године број становника је 42.155.

## Демографија
Према попису становништва из 2010. у округу је живело 42.155 становника, што је 1.269 (2,9%) становника мање него 2000. године.
| Група             | 2000.          | 2010.          |
| Белци             | 39.330 (90,6%) | 38.042 (90,2%) |
| Афроамериканци    | 2.395 (5,5%)   | 2.375 (5,6%)   |
| Азијати           | 161 (0,4%)     | 160 (0,4%)     |
| Хиспаноамериканци | 1.278 (2,9%)   | 1.244 (3,0%)   |
| Укупно            | 43.424         | 42.155         |